# Saint-Pol-sur-Mer
Saint-Pol-sur-Mer (în neerlandeză Sint-Pols) este un oraș în Franța, în departamentul Nord, în regiunea Nord-Pas de Calais. Face parte din aglomerația orașului Dunkerque.